# Puskielnie
Puskielnie (lit. Puskelniai) – wieś na Litwie, na Suwalszczyźnie, w rejonie mariampolskim w okręgu mariampolskim, koło Mariampola. Przez wieś przebiega trasa europejska E67.
Znajduje tu się przystanek kolejowy Būdviečiai.

## Historia
Za Królestwa Polskiego przynależała administracyjnie do gminy Kwieciszki w powiecie mariampolskim.
Najstarsza zachowana wzmianka o miejscowości pochodzi z 1687 z czasów I Rzeczypospolitej. W 2012 miały miejsce obchody 325-lecia wsi.